# Михнюк Олена Тимофіївна
Олена Тимофіївна Михнюк (псевдо: «Зеня», «Хмара»; нар. 1926, с. Рожнів, нині Косівський район, Івано-Франківська область — пом. 11 липня 1950, с. Вербовець, нмні Косівський район, Івано-Франківська область) — українська військова діячка, лицарка Срібного хреста заслуги УПА.

## Життєпис
Членкиня ОУНР. Референтка УЧХ Печеніжинського районного проводу ОУН (1945—1946), працівниця техланки референтури пропаганди Коломийського окружного проводу ОУН (1947-07.1950). Оточена облавниками, застрелилася, щоб живою не потрапити в руки ворога.

## Нагороди
Згідно з Постановою УГВР від 23.08.1948 р. і Наказом Головного військового штабу УПА ч. 2/48 від 2.09.1948 р. співробітниця техланки референтури пропаганди Коломийського окружного проводу ОУН Олена Михнюк — «Зеня» нагороджена Срібним хрестом заслуги УПА.

## Вшанування пам'яті
23.05.2018 р. від імені Координаційної ради з вшанування пам'яті нагороджених Лицарів ОУН і УПА у м. Косів Івано-Франківської обл. Срібний хрест заслуги УПА (№ 046) переданий Марії Загурській, внучці Олени Михнюк — «Зені».